# 殺人孔

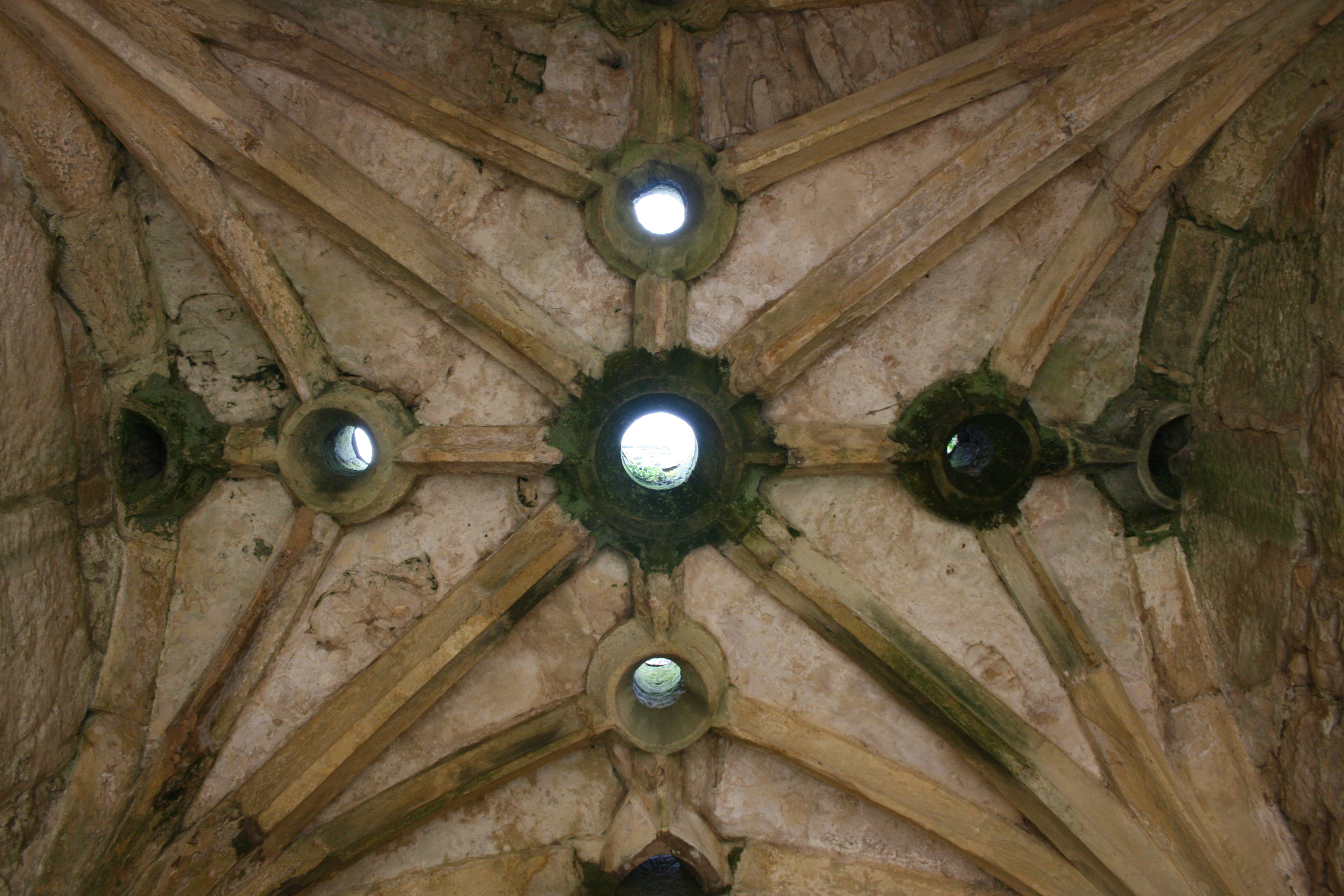
殺人孔（ボディアム城）

殺人孔（英語: Murder hole）は、中世ヨーロッパの城や要塞の城門通路、あるいはマナー・ハウス等の天井に設置された孔で、敵の頭上から「石、熱湯、熱した砂や油、矢、消石灰など」を投下して攻撃を行うために使うものである。油は、当時の希少性と価値、戦術上の理由などの観点から使用されなかったとする説が存在する。
現在は、誤って人が落下しないよう強化ガラスなどで塞がれている事が多い。